# El final
«El final» (The End en idioma original) es el último episodio en dos partes de la serie de televisión Lost, siendo el decimoséptimo y el decimoctavo de su sexta temporada. Fue emitido el 23 de mayo de 2010 en Estados Unidos por la cadena ABC y simultáneamente en varios países como Italia, España, Portugal, Israel, Canadá, Turquía y Reino Unido. Otros cincuenta países, entre ellos Australia, Francia, Singapur y diversos de América Latina, lo emitieron entre 24 y 48 horas después de que saliera al aire en Estados Unidos.
El guion fue escrito por el cocreador y productor ejecutivo Damon Lindelof y por el productor ejecutivo Carlton Cuse, y fue dirigido por Jack Bender Siendo un episodio en dos partes, tiene una duración de dos horas, más media extra que la cadena ABC autorizó.
El episodio recibió comentarios encontrados por parte de críticos y aficionados. Algunos, como IGN y Chicago Tribune, lo nombraron el mejor episodio de la temporada y elogiaron la emoción y el desarrollo de los personajes. Otros, como Los Angeles Times y The Philadelphia Inquirer lo criticaron por responder tan pocas de las preguntas de la serie. El sitio web Metacritic otorgó a "El final" una puntuación de 74 de 100, sugiriendo "mayoritariamente revisiones positivas", mientras que The Guardian y The Daily Telegraph reportaron revisiones mayoritariamente negativas. 

## Trama

### En la isla
Jack, Kate y Hugo salen a buscar el "corazón de la isla" mientras Sawyer va a buscar a Desmond para tratar de ayudarlo. Sawyer es descubierto por Ben y confrontado por el Hombre de Negro. Sawyer se ha enterado del plan del Hombre de Negro para destruir la isla y le roba el fusil a Ben para ir a reunirse con sus amigos, lo cual permite el Hombre de Negro. 
Jack revela a Sawyer su plan para enfrentarse al Hombre de Negro en el corazón de la isla. Desmond ha sido rescatado por Rose y Bernard (Sam Anderson) pero es encontrado en la cabaña de ellos por el Hombre de Negro, quien obliga a Desmond a seguirlo bajo amenaza de matar a los dos ancianos. Mientras tanto, Miles encuentra vivo a Ricardo y se dirige con él a tratar de destruir el avión de Ajira, pero en el mar rescatan a Frank Lapidus quien les sugiere que es mejor tratar de usar el avión para irse de la isla. 
Jack y su grupo se encuentra con el Hombre de Negro, Ben y Desmond. Jack le avisa al Hombre de Negro que no va a tratar de detener su camino al corazón de la isla y que al contrario lo dejará ir allá porque va a matarlo. El Hombre  de Negro subestima las posibilidades de Jack y se va tranquilo con él y todo el grupo por entre los guaduales hasta llegar al corazón de la isla. Jack cree que Desmond puede matar o ayudar a matar al Hombre de Negro en el corazón de la isla pero él le dice que no le interesa eso ni destruir la isla sino que el corazón de la isla les servirá para ir a una realidad alternativa.
Jack y el Hombre de Negro bajan a Desmond hasta el corazón de la isla, donde llega a una cámara con una piscina resplandeciente que tiene una piedra alargada en forma de columna en el centro. Inmune a la energía electromagnética de la piscina, Desmond logra sacar el tapón de piedra del centro de la piscina y eso hace que la luz se apague y así se pone en marcha la destrucción de la isla, como el Hombre de Negro lo predijo, pero con un efecto imprevisto: el de hacer que Jack y el Hombre de Negro sean mortales.
Después de una lucha disputada y prolongada, cuando el Hombre de Negro está a punto de matar a Jack, Kate le dispara certeramente y ya caído Jack lo lanza al abismo donde muere. Pero Jack fue herido de muerte por el Hombre Negro y después de profesarse mutuamente su amor con Kate, decide regresar al "corazón" para tratar de evitar la destrucción de la isla.
Sawyer y Kate optan por salir de la isla y logran llegar al avión de Ajira cuando estaba a punto de despegar conducido por Frank tras hacer las reparaciones necesarias con la ayuda de Miles y el apoyo de Ricardo. El avión finalmente vuela llevándose además de a Lapidus (el conductor) a Kate, Sawyer, Miles, Ricardo y Claire (esta última quería quedarse pero fue convencida por Kate de salir de la isla para volver con Aaron).
Hugo y Ben siguen a Jack, quien ante la inminencia de su muerte designa a Hugo como su sucesor y con la consabida ceremonia le dice que ya es como él. Jack baja al corazón de la isla sostenido por Hugo y Ben y una vez allí rescata a Desmond, le dice que es mejor que vuelva a su hogar a acompañar a su esposa e hijo pues ya hizo suficiente. Luego Jack solo consigue colocar la "columna" en el centro con lo que la luz vuelve a brillar. Hugo decide nombrar a Ben como su segundo porque tiene "mucha experiencia" y Ben dice que será un honor y acepta. Ben aconseja a Hugo seguir una política diferente a Jacob y permitir facilitar que Desmond se vaya de la isla y vuelva a casa.
Jack sale muy malherido al arroyo que desemboca en el corazón de la isla y después de trastabillar cae. El perro Vincent lo encuentra y se tiende a su lado. Jack agoniza, y sonríe al ver en el cielo al avión Ajira saliendo de la isla, luego finalmente su ojo se cierra a la inversa de lo sucedido cuando lo abrió después de caer por primera vez en la isla.

### En la realidad alternativa
Desmond va haciendo que cada uno recuerde su vida en la isla. Sun y Jin cuando la doctora Juliet va a hacer una ecografía a Sun; Locke , cuando recupera la sensibilidad de las piernas y el movimiento de los pies; Kate, Charlie y Claire, en el momento del parto de Aaron; Sayid y Shannon, cuando Hugo los hace encontrar y tocar en un callejón; Sawyer y Juliet cuando se encuentran en el hospital y se tocan las manos al lado de una máquina de dulces; y finalmente Jack cuando toca a Kate. Eventualmente se congregan en un templo, pues posee distintos signos de varias religiones, mientras Ben se queda afuera después de pedirle perdón a Locke, quien lo acepta. 
Kate le indica a a Jack que entre al templo por atrás, donde se encuentra con el ataúd de su padre. El féretro provoca recuerdos a Jack, pero está vacío. Entonces, su padre Christian Shephard se le aparece y le hace caer en cuenta que también está  muerto, al igual que los demás que están allí y que "ellos mismos hicieron este lugar para que se pudieran encontrar entre sí", independientemente del momento en que cada uno murió antes de seguir a la "siguiente fase" y afirma que para Jack "el tiempo que pasó con estas personas fue el período más importante de su vida" y que todo lo que ha pasado en la isla y lo que ha visto recientemente y lo que está viendo es real. Tras ellos se ve un vitral con los símbolos de siete religiones. Van luego a la habitación principal del templo donde están los demás y después de un encuentro muy emotivo entre todos, Christian abre las puertas principales y libera una luz intensa similar a la luz del corazón de la isla que llena toda la sala.

## Producción
Damon Lindelof informó en su perfil de Twitter que el episodio final finalizó su rodaje el 24 de abril de 2010 en Hawái, exactamente seis años después de finalizar el rodaje del episodio piloto.
Daniel Dae Kim expresó su satisfacción al respecto tras leer el guion final. Según sus palabras: «Teniendo en cuenta cuántas piezas han tenido que manejar los guionistas para que encaje el puzzle, el resultado es alucinante y creo que han hecho un gran trabajo... Para mí ha sido muy satisfactorio. Después de leerlo, tuve que sentarme cinco o diez minutos para reflexionar y digerirlo todo, porque desde luego resulta impactante». Michael Emerson también comentó el final de la serie: «Recibí el guion final por fases. Primero lo leí sin las escenas secretas; después leí las escenas secretas; después rodé mis escenas y aún sigo pensando "Pero, ¿qué significa esto?" La primera vez que lo leí, el final no me quedó claro. Pero desde entonces lo he ido entendiendo y cuanto más lo pienso mejor resuelto me parece que está. Creo que habrá una mezcla de satisfacción y consternación entre los espectadores cuando se emita. Pero cuando lo vuelvan a ver, recapaciten sobre ello y tal vez vean la serie de nuevo, tendrán gradualmente la sensación de haber leído una buena novela. Pero tienes que darle un par de vueltas».

## Transmisión
El episodio fue transmitido por ABC en los Estados Unidos, simultáneamente para el este y oeste. Se estima que ABC cobró hasta US$900,000 por un comercial de 30 segundos durante la transmisión. El mismo día, el episodio también fue transmitido en simultáneo por CTV en Canadá, Fox en Italia y Portugal, Fox y Cuatro en España, DiziMax en Turquía, Sky1 en el Reino Unido e Irlanda y HOT 3 en Israel. Su emisión en la cadena de televisión WEWS-TV, filial de ABC en Cleveland, se vio casi completamente interrumpida y no se pudo ver debido a una serie de dificultades técnicas con la señal digital de la emisora. Esto provocó numerosas quejas de los espectadores, lo que llevó a la emisora a emitir numerosas disculpas tanto en antena como en el sitio web de WEWS.

### Audiencia
En su emisión original en Estados Unidos, "The End" fue visto por 13,5 millones de hogares con una calificación de 5,8/15% de share en el grupo demográfico de 18 a 49 años, ocupando el primer lugar en cada franja horaria e impulsando a ABC a la cadena con mayor audiencia el domingo. La media hora mejor calificada (la última) fue vista por 15,31 millones de espectadores y obtuvo una calificación de 6,4/19% de share en el grupo demográfico de 18 a 49 años.  Al menos 20,5 millones de espectadores vieron al menos seis minutos del episodio según ABC.  Después de su primera emisión, el final de la serie se convirtió en el 55.º final de serie más visto en los Estados Unidos. Michael Ausiello de Entertainment Weekly calificó las calificaciones como "sólidas, no espectaculares". Según Ausiello, a pesar de que fue el episodio con mayor audiencia del programa en dos años, todavía estaba "lejos de un desempeño récord".

## Recepción

### Reseñas iniciales
"The End" provocó una respuesta inmediata y recibió una reacción fuertemente polarizada tanto de los fanáticos como de los críticos de televisión. La respuesta al episodio fue positiva y negativa en igual medida, tanto en los Estados Unidos como a nivel internacional. Según Metacritic, "The End" recibió "críticas generalmente favorables", con un Metascore (un promedio ponderado basado en las impresiones de 31 críticas) de 74 sobre 100.  De las críticas más positivas, el escritor de IGN Chris Carbot le dio al episodio una puntuación de 10/10, describiéndolo como "una de las conclusiones más fascinantes, entretenidas y satisfactorias que [él] podría haber esperado".  Eric Deggans del St. Petersburg Times también le dio a "The End" una puntuación perfecta, calificándolo de "emotivo, divertido [y] medido expertamente".  Robert Bianco de USA Today también calificó el final como perfecto, afirmando que podría "estar a la altura de lo mejor que cualquier serie haya producido".  James Poniewozik de Time también elogió a "The End", llamándolo "lleno de corazón y compromiso".
No todos los críticos quedaron satisfechos con el episodio: los periódicos británicos The Guardian y The Daily Telegraph informaron que "The End" recibió críticas negativas y decepcionó a sus espectadores.  Alan Sepinwall de Star-Ledger fue menos entusiasta sobre el final y declaró que no consideraba que el episodio fuera "totalmente satisfactorio, ni como cierre de esta temporada ni de la serie", destacando los "callejones sin salida narrativos" del episodio como parte de la razón.  Mike Hale de The New York Times le dio a "The End" una crítica mixta, ya que el episodio mostró que la serie era "inestable en el panorama general".  Matthew Gilbert del Boston Globe también le dio al episodio una crítica mixta, citando algunas de las metáforas "bastante cursis" del episodio.  David Zurawik del Baltimore Sun le dio al episodio una crítica muy negativa, describiendo las escenas finales como "cobardes, falsas, cuasi religiosas, de luz blanca [y] osito de peluche". Añadió: "Parecía que [Jack] estaba entrando en una fiesta de despedida de Hollywood sin comida ni música, sólo un montón de actores sonriendo idiotamente durante 10 minutos y abrazándose unos a otros".

### Reseñas posteriores
La recepción del episodio, así como las temporadas posteriores de Lost en su conjunto, se mantuvo polarizada.  Chris E. Hayner de Zap2It nombró a "The End" como el final número uno de la serie, llamándolo "el rey de los finales de serie decepcionantes".  Indiewire calificó de manera similar el final como el peor número uno de la historia, criticándolo por ser "increíblemente largo" y tener una "decidida falta de tensión dramática y emociones reales".  Al hablar de la temporada final en su conjunto, Indiewire describió la sexta temporada como "sin dirección" y "en gran medida un 'error'".  Escribiendo para MTV en 2015, Josh Wigler llamó al episodio "el final que apesta", y dijo que viviría "como el modelo de cómo NO terminar tu programa".  Daniel D'Addario, escribiendo para Salon.com, catalogó a "The End" como uno de los "peores finales de la historia", describiendo la serie como "un programa cuyos giros y vueltas no siempre parecían ser realizados por personas que sabían lo que estaban haciendo".
Los elogios al final de la serie a menudo se centran en la gravedad emocional y el desarrollo de los personajes. En septiembre de 2014, Tom Eames de Digital Spy defendió el final, explicando que, aunque "divisivo y controvertido", fue "una hermosa pieza de televisión". Afirmó: "Tenía personajes que regresaban, lágrimas, acción, romance y un final tan feliz como es posible para un programa como Lost ".  Cory Barker de TV.com también revisó retrospectivamente el episodio de manera positiva, nombrándolo uno de sus finales de serie favoritos de todos los tiempos y describiéndolo como "emocionalmente satisfactorio" y "repleto de momentos increíbles".  Entertainment Weekly clasificó a "The End" como el séptimo mejor final de serie de todos los tiempos, describiéndolo como "un paseo épico de alta energía". Una década después de que terminara la serie, Justin Kirkland de Esquire elogió el final, describiéndolo como "a la par y esperado de algunos de los mejores programas de televisión de la actualidad". 
La recepción por parte del público sigue siendo mixta: en abril de 2014, una encuesta en curso para E! afirma que al 53,87% de la audiencia no le gustó el final, mientras que al 46,13% restante le gustó.  En 2021, 11 años después de la emisión del episodio, los encuestados en una encuesta realizada por el sitio web OnBuy.com nombran a "The End" como el final de serie más decepcionante de la historia, al recibir el 27,3% de los votos.